# Golden (álbum de Jeon Jung-kook)
Golden (estilizado en mayúsculas) es el álbum de estudio debut del cantante surcoreano y miembro de BTS Jeon Jung-kook, publicado el 3 de noviembre de 2023, a través de Big Hit Music. Cuenta con la participación de Jack Harlow, Major Lazer, Latto y DJ Snake. Fue antecedido por los sencillos "Seven" y "3D"; el tercer sencillo, "Standing Next to You", fue publicado junto con el álbum.

## Antecedentes y promoción
En julio de 2023, Jungkook habló a la revista Variety sobre su primer álbum como solista, diciendo que se encontraba trabajando en ello pero que aún era muy temprano para «mencionar algo específico» en el momento.  Ese mismo mes, publicó el sencillo "Seven" con la rapera estadounidense Latto, el cual debutó en la puesto número uno de la lista Billboard Hot 100 y alcanzó el top 10 en varios otros países. Jungkook publicó otro sencillo, "3D" junto con el rapero estadounidense Jack Harlow, el 29 de septiembre.
Big Hit Music anunció el álbum compuesto por 11 temas el 3 de octubre, el cual incluye los sencillos ya publicados "Seven" y "3D". Golden toma su tema de los "momentos dorados" de Jungkook como solista. En un comunicado de prensa, se informó que el título del álbum está relacionado con el apodo que RM, el líder de BTS, le otorgó a Jungkook: "Golden Maknae" (maknae dorado), refiriéndose a su estatus como el miembro más joven de BTS con un "timbre único que cautivará a sus oyentes a nivel mundial". Para la promoción del álbum, Jungkook realizó presentaciones especiales en los Estados Unidos y en Corea del Sur. La lista de canciones se dio a conocer el 15 de octubre.

## Lista de canciones
| Lista de canciones de Golden |                                        | |                                     |          |  |
| N.º                          | Título                                 | Escritor(es) | Productore(s)                       | Duración |  |
| 1.                           | «3D» (con Jack Harlow)                 | Michael Tucker, David Stewart y Jack Harlow                                                                                          | BloodPop y Stewart                  | 3:21     |  |
| 2.                           | «Closer to You» (con Major Lazer)      | Gregory Aldae Hein, Jordan Douglas, Kurtis Wells, Tyshane Thompson, Emeric Boxall, Jamison Baken, Thomas Wesley Pentz y DJ Tay James | Diplo, Leclair y Maesic             | 2:51     |  |
| 3.                           | «Seven» (versión explícita; con Latto) | Andrew Watt, Henry Walter, Jon Bellion, Alyssa Stephens y Theron Makiel Thomas                                                       | Watt                                | 3:04     |  |
| 4.                           | «Standing Next to You»                 | Watt, Walter, Ali Tamposi y Bellion                                                                                                  | Watt y Cirkut                       | 3:26     |  |
| 5.                           | «Yes or No»                            | Blake Slatkin, Walter, Ed Sheeran y Johnny McDaid                                                                                    | Watt y Cirkut                       | 2:28     |  |
| 6.                           | «Please Don't Change» (con DJ Snake)   | William Grigahcine, Adio Marchant, Yannick Rastogi y Zacharie Raymond                                                                | DJ Snake y Banx & Ranx              | 2:27     |  |
| 7.                           | «Hate You»                             | Walter, Peter Rycroft, Scott Harris y Shawn Mendes                                                                                   | Cirkut                              | 2:34     |  |
| 8.                           | «Somebody»                             | Bellion y Allen Ritter | Bellion, Ritter y Johan "Roza" Rosa | 2:49     |  |
| 9.                           | «Too Sad to Dance»                     | Stewart | Stewart                             | 2:56     |  |
| 10.                          | «Shot Glass of Tears»                  | Stewart, Jessica Agombar, Michael Pollack y Hein                                                                                     | Stewart                             | 2:47     |  |
| 11.                          | «Seven» (versión editada; con Latto)   | Watt, Walter, Bellion, Stephens y Thomas                                                                                             | Watt y Cirkut                       | 3:04     |  |